# Luhankajärvi
Luhankajärvi är en sjö i kommunen Luhanka i landskapet Mellersta Finland i Finland. Arean är 44 hektar och strandlinjen är 5,75 kilometer lång. Sjön  ingår i Kymmene älvs huvudavrinningsområde.   Den ligger omkring 49 kilometer söder om Jyväskylä och omkring 180 kilometer norr om Helsingfors. 
Öster om Luhankajärvi ligger Luhanka. 